# Oxytate attenuata
Oxytate attenuata là một loài nhện trong họ Thomisidae.
Loài này thuộc chi Oxytate. Oxytate attenuata được Tord Tamerlan Teodor Thorell miêu tả năm 1895.